# Incahuasi (Vulkan)
Der Incahuasi ist ein aktiver Vulkan in Südamerika, der zwischen der argentinischen Provinz Catamarca und der chilenischen Region Atacama liegt. 
Der Name des 6621 m hohen Vulkans bedeutet in Quechua „Haus der Inka“. 
1913 erfolgte die Erstbesteigung durch den deutschen Geologen Walther Penck.